# 马骧

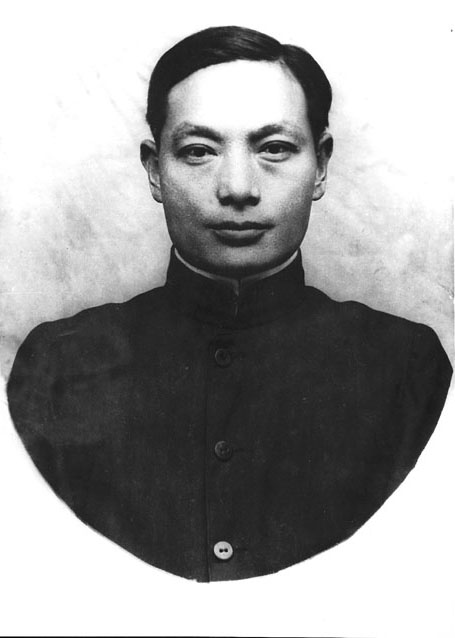

马骧（1876年8月16日—1922年8月28日），字幼伯，中国民主革命家，云南大理下关人，与杨振鸿、黄毓英合称“云南革命三杰”。

## 生平

### 辛亥革命
马骧未成年时，其父亲便去世，家境贫寒，母亲陈氏抚养马骧兄弟4人半耕半读。马骧早年获選為廪生，1900年赴下关玉龙学校任校长。1905年，孙中山在日本组织中国同盟会，次年派同盟会会员杨振鸿返云南发展该会组织，马骧经杨振鸿介绍加入了同盟会。 1908年4月，孙中山派中国同盟会会员黄明堂等举行云南河口起义，马骧参加了起义。
1908年11月中旬向旅缅华侨林定一借巨款购买枪支弹药运入国内，发动三点会首领杜文礼建立农民军，组织永昌（保山）反清起义。起义失败后继续在滇西进行革命工作。1909年冬季，与黄毓英等人持刘辅国介绍信，到腾冲董库村会见张文光，共商革命机宜，发展组织。1910年冬季，滇西组织发动工作逐渐成熟，同盟会准备举义，适逢英军侵入片马地区，同盟会运滇饷械又被暹罗官吏扣留，不得不取消原起义计划。1911年孙中山指示各地中国同盟会组织策动新军参加革命。中国同盟会云南支部决定赴云南省省会昆明发动新军。马骧等潜入昆明，创建秘密的革命机关，并联络留日、留越回云南者及昆明讲武堂、体育专校的学生。
1911年11月30日昆明重九起义爆发，马骧率昆明城内的中国同盟会会员持枪聚于李应恒家，闻听黄毓英等攻城的枪声后，随即冲出，率各路民军进行战斗，重九起义成功。马骧为五华山上的云南军都督府办公楼题写了“光复楼”三个字。

### 创办《滇声》报
1914年5月，马骧、杜寒甫、黄玉田等以私人名义在昆明创办《滇声》报，揭露袁世凯投降卖国。与此同时，孙中山在日本组织中华革命党，并派人回国。
1914年10月27日，唐继尧逮捕并杀害了受孙中山委派回到云南的中华革命党云南支部总务徐天禄。马骧不惧危险，秘密加入中华革命党。此后，他联络中华革命党党员，使《滇声》报成为各省革命力量的汇聚之所。

### 护国讨袁
1915年5月7日，袁世凯签订“二十一条”。孙中山发表《讨袁宣言》。云南护国起义爆发后，护国军的经费遇到困难，马骧筹措军饷，并在《滇声》报上号召民众捐献。护国起义爆发前夕，张午岚脱离川军赴云南讨袁，并随护国军第一梯团进入四川。马骧入四川后帮助张午岚召回旧部，组织了“四川民军支队”，在泸州、宜宾地区配合护国第一军作战。
后来，在护法运动中，马骧联络四川、云南的革命同志。由于马骧长期在外奔波，其幼子马德洪因缺医少药而病死。1917年9月，孙中山在广州就任护法军政府大元帅，马骧被任命为大元帅府参议官。后来，马骧奉命返回云南，开展组织及宣传工作。

### 遭唐继尧杀害
1921年，孙中山当选非常大总统，马骧继续追随孙中山。1922年，唐继尧指使北伐滇军脱离孙中山，并将北伐滇军3000多人编为四个军，令其反攻云南，从而再次控制云南大权。孙中山密札马骧“相机图滇，以免阻障北伐”。接到密札后，马骧随即组织“改造云南同盟会”，创立“云南自治讨贼军”。因混入该组织的滇军营长林启志、团长杨有堂出卖，唐继尧于1922年8月27日以宴请为名，诱捕了马骧、鄢仕周等6人。第二天唐继尧便下令杀害了这6人。孙中山发电报到马骧家进行吊唁。国民政府成立后从优议恤并准入祀忠烈祠。1987年10月，云南省人民政府追认马骧为革命烈士。

## 延伸阅读
[在维基数据编辑]